# متنزه أبردين الريفي
تقع حديقة أبردين الريفية في الطرف الجنوبي من جزيرة هونج كونج بالقرب من المنطقة المسماة أبردين، هونج كونج. يعتبر جزء كبير من الجانب الجنوبي من الجزيرة غير متطور ويحتفظ بالمزيد من الشعور الريفي الذي ساد الجزيرة قبل أن يستوطنها البريطانيون. وتمتد الحديقة إلى خليج وان تشاي في الشمال.
افتتحت الحديقة الريفية التي تبلغ مساحتها 4.23 كيلومترًا مربعًا في عام 1931. ومثل غيرها من المتنزهات الريفية في هونج كونج، تعتمد أبردين على الأراضي المحيطة بالخزانات. وانتهى بناء الخزانات في عام 1932. وهو أحد أقدم المنتزهات الريفية في هونج كونج. ويمكن الاستمتاع بمناظر الحديقة من طريق بيك وطريق جيلدفورد.

## الجيولوجيا
تتكون المنطقة في الأساس من الصخور البركانية لتكوين خليج ريبالس التي تشكلت خلال العصر الجوراسي السفلي والمتوسط.

## النباتات
كما هو الحال في منتزه تاي تام الريفي، فإن معظم الأشجار في منطقة منتزه أبردين الريفي تعرضت لأضرار بالغة أثناء الحرب العالمية الثانية والاحتلال الياباني. الغابات المظللة جيدًا الآن هي في الأساس نتيجة لإعادة التشجير بعد الحرب بالإضافة إلى التجديد الطبيعي للعديد من الأنواع ذات الأوراق العريضة. الأشجار السائدة في الحديقة هي شجر صندوق بريسبان، وشجر السخيما، وشجر الجوردونيا، وشجر اللبلاب، وشجر الآس الوردي.

## الحياة البرية
تعد الغابات الموجودة في المنطقة مقصدًا للطيور، وهي المفضلة بشكل خاص للطائرة ذات الأذن السوداء والتي يمكن رؤيتها وهي تحلق حول الخزانين. ومن الطيور الأخرى التي تتردد على المنطقة طائر الكوكال الكبير، والهوامي، وطائر العقعق ، وطائر المينا المتوج، وطائر الرفراف. في بعض الأحيان قد يتمكن الزوار أيضًا من النظر إلى حيوان البنغول أو السنجاب .